# Punat

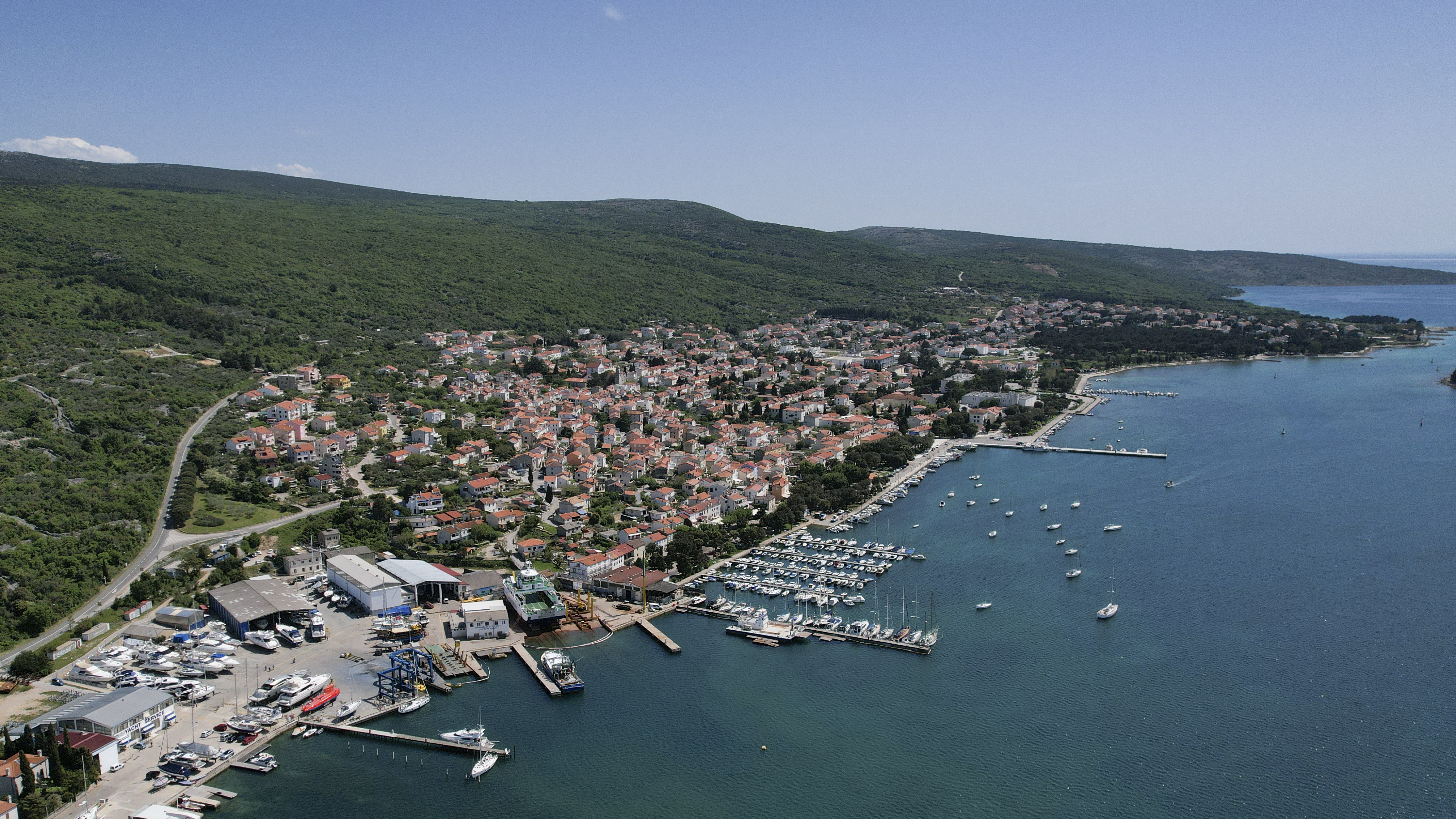
Punat

Punat [punat] ist eine Gemeinde auf der Insel Krk in Kroatien, welche an der Bucht von Punat liegt, die sich zwischen dem Süden der Insel und ihrem Mittelteil befindet. Das Gründungsjahr der Gemeinde ist unbekannt; sie wurde 1377 erstmals urkundlich erwähnt. Der Yachthafen des Ortes ist einer der bekanntesten der nördlichen Adria. Zur Gemeinde gehört auch der weiter südlich gelegene Ort Stara Baška
An der Abzweigung zum nordwestlich gelegenen Dorf Kornić befindet sich die Kirche St. Donat, ein bedeutendes Zeugnis altkroatischer Baukunst.

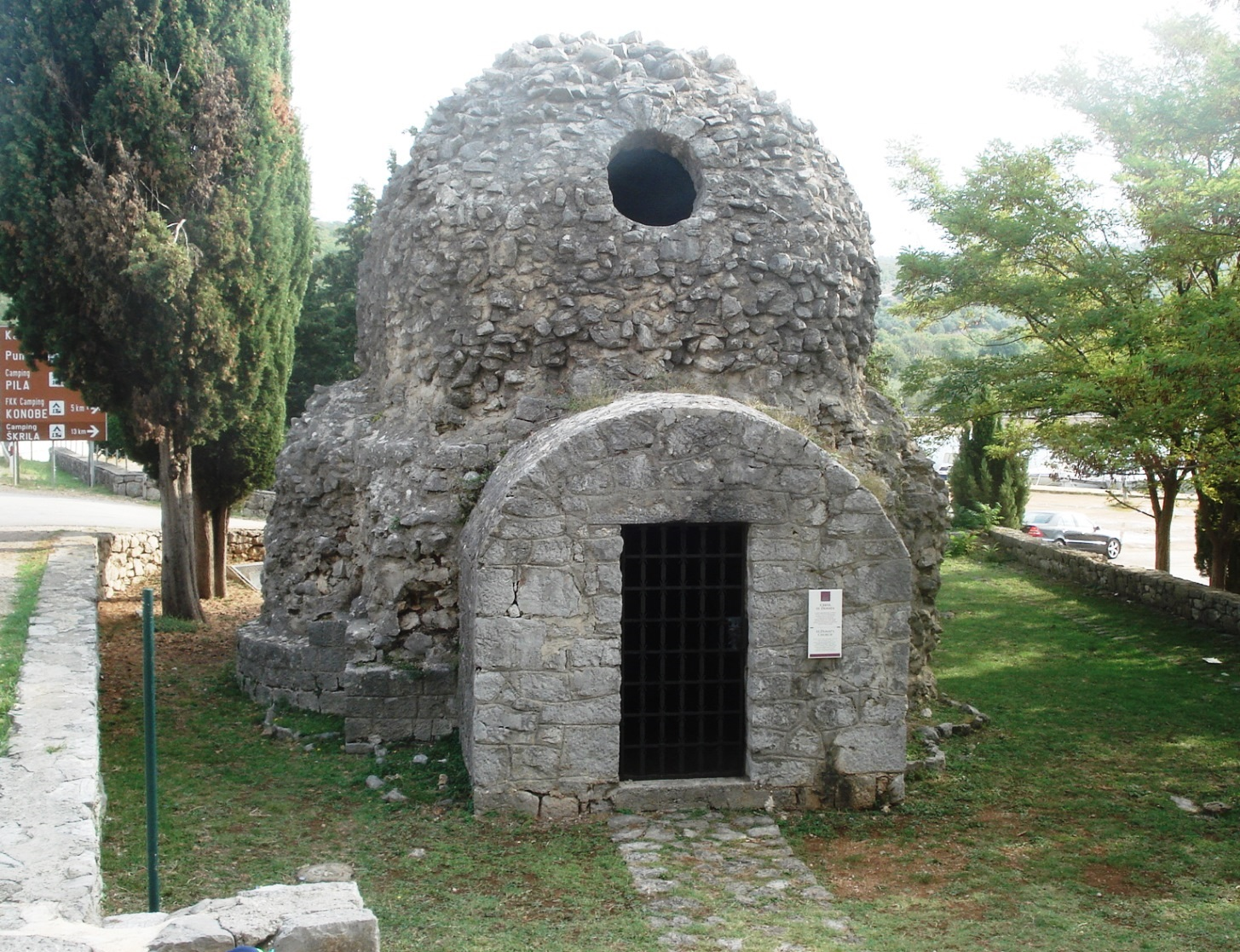
Die Kirche St. Donat (nahe dem Dorf Kornić)